# Греков, Александр Умарович
Алекса́ндр Ума́рович Гре́ков (1 сентября 1954 года, Загорск, РСФСР, СССР — 23 июля 2021 года, Москва, Россия) — советский и российский искусствовед, член-корреспондент Российской академии художеств (2011).

## Биография
Родился 1 сентября 1954 года в г. Сергиев Посад Московской области.
В 1980 году окончил искусствоведческое отделение исторического факультета МГУ.
С 1985 года — член Союза художников СССР, России.
23 ноября 1994 года защитил кандидатскую диссертацию «Богородская мелкая пластика (истоки и развитие традиции)» (научный руководитель М. А. Некрасова; официальные оппоненты И. В. Рязанцев и Т. Я. Шпикалова).
С 2004 года — член Союза журналистов России.
С 2009 по 2013 годы — профессор МГГУ имени М. Шолохова.
В 2011 году избран членом-корреспондентом Российской академии художеств от Отделения искусствознания и художественной критики, тогда же избран членом-корреспондентом Международной академии культуры и искусства.
Работал заведующим отделом отделом декоративного и народного искусства НИИ теории и истории изобразительных искусств.
В 2017 году получил грант Президента Российской Федерации для поддержки творческих проектов общенационального значения в области культуры и искусства — на осуществление проекта по созданию художественного альбома по итогам Всероссийской выставки «Молодость России».
Александр Умарович Греков умер 23 июля 2021 года в Москве.

## Научная и общественная деятельность
Монографии, научные труды
- Греков А. У. Искусство западноевропейской игрушки. Монография. (Сергиев Посад: Русский фейерверк, 2006)
- Греков А. У. Авторская игрушка в культуре России XX века. Монография. (М., 2015)
- Греков А. У. Загорский музей-заповедник. Альбом. (М.: Московский рабочий, 1991)
- Греков А. У. Российский фейерверк в иллюстрациях. Альбом.(М.: Русский фейерверк, 2006)
- Греков А. У. «Детский мир» — растём вместе! Альбом. (М., 2007)
- Греков А. У. Художники Сергиева Посада. Энциклопедия художественной жизни. Альбом. (СПб.: Художник России, 2007)
- Греков А. У. Изобразительное искусство Российской Федерации. Центр России. (М.: Пранат, 2013)
- Греков А. У. Золотая коллекция Союза художников России. Альбом. (М., 2014)
- Греков А. У. Художники Сергиева Посада. Альбом. (Сергиев Посад, 2014)
- Греков А. У. Художники Земли Смоленской. Альбом. (Смоленск, 2015)

Общественная деятельность
- в Союзе художников России: председатель центральной ревизионной комиссии (1993—2009), оргсекретарь, секретарь по народному искусству, председатель комиссии по народному искусству, заместитель председателя комиссии по искусствоведению и критике (с 2009);
- главный редактор журнала «Художник» и газеты «Художник России», член редколлегии журнала «Современный художник» (Китай);
- член общероссийской общественной организации «Попечительский совет уголовно-исполнительной системы»;
- член экспертного совета по присуждению Государственной премии «Душа России» Министерства культуры РФ, член экспертного совета по народным художественным промыслам Министерства промышленности и торговли РФ, эксперт по культурным ценностям Министерства культуры РФ.

В течение 13 лет совмещал работу в РАХ с работой в Российской академии образования, будучи директором Художественно-педагогического музея игрушки, создал ряд выставок в России и за рубежом, представлял Россию в США, Германии, Норвегии, Швейцарии, Франции.

## Награды
- Заслуженный деятель искусств Российской Федерации (1999)[2]
- Премия Правительства Российской Федерации в области культуры (совместно с Н. А. Гущиным, К. М. Магомедовым, за 2019 год) — за выставочный проект «Народное искусство России начала XXI века: вызовы времени»[3]
- Медаль «В память 850-летия Москвы» (2007)
- Ветеран труда (2011)
- Почётная грамота Губернатора Московской области (2009)
- Почётная грамота Министерства культуры РФ (2010)
- Почётная грамота Министерства юстиции Российской Федерации (2013)
- Памятная медаль «65 лет освобождения Брянской области» (2008)